# Linha A do Metropolitano do Porto
 
Senhor de Matosinhos ↔ Estádio do Dragão
Nome popular: Linha de Matosinhos (não confundir com o extinto Ramal de Matosinhos)
Tempo de viagem: 45 minutos
Melhor frequência: 10 minutos
Comprimento: 15,6 km
A Linha A ou Linha Azul do Metro do Porto liga o Estádio do Dragão a Senhor de Matosinhos e conta com 23 estações.

## História
Foi inaugurada no dia 7 de Dezembro de 2002 pelo então Primeiro-Ministro Durão Barroso. Inaugurou-se com o troço entre Trindade e Senhor de Matosinhos. Até ao dia 1 de Janeiro de 2003 este troço foi acedido de forma gratuita a todos os utentes de forma a poder experimentar este transporte ligeiro de superfície. No dia 5 de Junho de 2004, por ocasião do Campeonato Europeu de Futebol, o Euro 2004, seria prolongado o troço entre Trindade até à estação Estádio do Dragão para tornar acessível, não só aos habitantes da freguesia da Campanhã, como também uma boa forma de ser criado um interface entre o Metro e o Comboio que liga o Norte e o Sul ao nível na ferrovia.

## Veículos
É servida pelos Flexity Outlook Eurotram da série 001-072 do Metro do Porto.

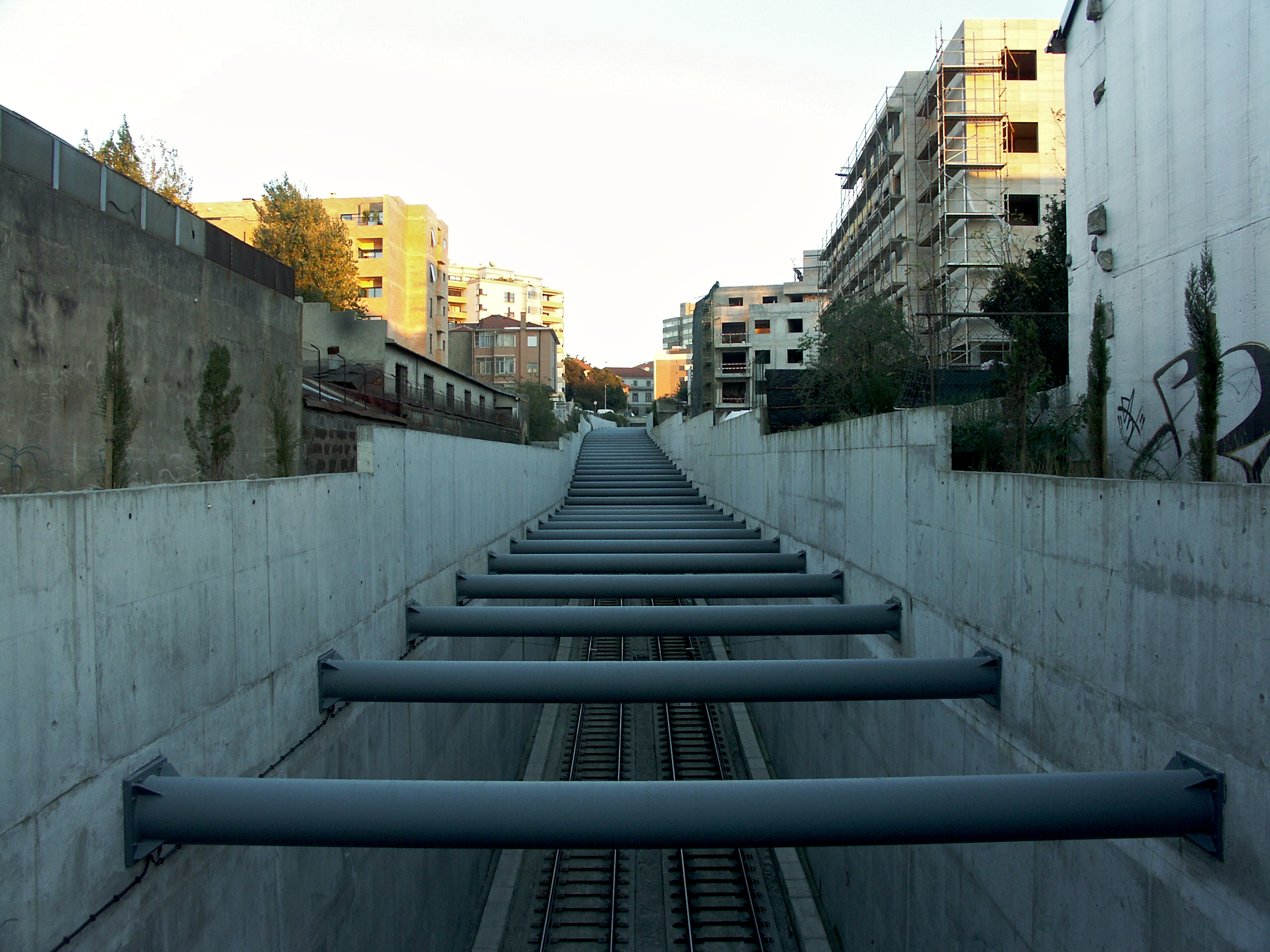
Troço entre Carolina Michaëlis e a Casa da Música.

## Serviços
Em 5 de junho de 2004, o serviço da Linha A é prolongado até à estação Estádio do Dragão. Até essa data apenas ligava as estações de Senhor de Matosinhos e Trindade com paragens em todas as estações.

### Atualmente
Efetuam-se viagens com frequência máxima de 10 minutos entre as 7 e as 20 horas entre a estação de Senhor de Matosinhos e a estação de Estádio do Dragão com alguns veículos a terem seguimento a Fânzeres. Entre as 6 e as 7 horas e a partir das 20h a frequência é de 15 minutos.
|                    | 06-07h | 07-08h | 08-09h | 09-10h | 10-11h | 11-12h | 12-13h | 13-14h | 14-15h | 15-16h | 16-17h | 17-18h | 18-19h | 19-20h | 20-21h | 21-22h | 22-23h | 23-00h | 00-01h |
| ------------------ | ------ | ------ | ------ | ------ | ------ | ------ | ------ | ------ | ------ | ------ | ------ | ------ | ------ | ------ | ------ | ------ | ------ | ------ | ------ |
| Dias Úteis         | 16     | 16     | 13     | 13     | 13     | 13     | 13     | 13     | 13     | 13     | 13     | 13     | 13     | 13     | 18     | 18     | 18     | 18     | 18     |
| Sábados            | 18     | 18     | 14     | 14     | 14     | 14     | 14     | 14     | 14     | 14     | 14     | 14     | 14     | 14     | 18     | 18     | 18     | 18     | 18     |
| Domigos e Feriados | 18     | 18     | 14     | 14     | 14     | 14     | 14     | 14     | 14     | 14     | 14     | 14     | 14     | 14     | 18     | 18     | 18     | 18     | 18     |

• Tolerância de +/- 2 min. para o tempo apresentado

## Futuras Extensões
Não está previsto, de momento, qualquer plano de alargamento para esta linha.